# Maesa decipiens
Maesa decipiens är en viveväxtart som beskrevs av Utteridge. Maesa decipiens ingår i släktet Maesa och familjen viveväxter. Inga underarter finns listade i Catalogue of Life.